# Sheila Carter
Sheila Carter is een personage uit de Amerikaanse soapseries The Bold and the Beautiful en The Young and the Restless. De rol werd in 1990 geïntroduceerd in The Young and the Restless en gespeeld door Kimberlin Brown van mei 1990 tot mei 1992. Ze keerde nog terug voor enkele afleveringen in 1993, 1994 en 1995 en terug op contractbasis van 5 augustus 2005 tot 11 januari 2006. In The Bold and the Beautiful verscheen ze voor het eerst op 8 mei 1992 en bleef ze tot 2 oktober 1998. Ze keerde terug van 24 mei 2002 tot 5 november 2002 en nog eens twee weken in 2003 van 26 september tot 10 oktober.
Na haar laatste bezoek aan Genoa City onderging Sheila plastische chirurgie om op Phyllis Summers te lijken en van december 2006 tot februari 2007 werd haar rol gespeeld door Michelle Stafford, die ook de rol van Phyllis Summers speelt in The Young and the Restless. In februari 2007 werd haar personage schijnbaar vermoord en daardoor leek de rol van Sheila voorgoed uitgespeeld, maar vanaf juni 2017 dook ze weer af en aan op in The Bold and the Beautiful.

## Personagebeschrijving

### Genoa City
Verpleegster Sheila Carter begon in 1990 te werken in het Genoa City Memorial Hospital en werd al snel verliefd op de getrouwde dokter Scott Grainger. Om hem van zijn vrouw, Lauren Fenmore, af te nemen drogeerde ze hem en sliep met hem waardoor ze zwanger werd. Op hetzelfde moment werd ook Lauren zwanger van Scott, maar dat vertelde ze hem niet. Toen Sheila zei dat ze zwanger was voelde Scott zich verplicht om van Lauren te scheiden en met Sheila te trouwen. Sheila kreeg een miskraam, maar hield dit verborgen voor Scott. Op de zwarte markt kocht ze een pasgeboren kind en toen Lauren beviel verwisselde ze beide kinderen zodat zij toch een kind van Scott had. Sheila noemde haar kindje Scotty Jr. en Lauren dat van haar Dylan, maar Dylan overleed aan meningitis nog voor hij een jaar oud was. Sheila’s moeder Molly ontdekte het geheim van Sheila en wilde de waarheid vertellen aan Lauren maar kreeg dan een beroerte en kon niet meer spreken. Uiteindelijk slaagde Molly er toch in de waarheid aan Lauren te vertellen. Diezelfde avond nam Sheila haar moeder, Molly, en Lauren gevangen in het huis van Molly, maar Lauren gaf Sheila een stomp in haar buik, waardoor er per ongeluk een kaars op de grond viel en het huis per ongeluk in brand vloog. Lauren en Molly kwamen bijna om het leven, maar ze werden op tijd uit de brand gered door Paul Williams en Lynne Byssett. En er werd een lichaam gevonden door de brandweermannen, waardoor iedereen dacht dat Sheila omgekomen was in de brand. Wat niemand wist was dat Sheila uit de brand kon ontsnappen en dat iemand die de gas kwam opmeten erin omgekomen was.

### Los Angeles I

#### Eric Forrester
Sheila vluchtte naar Los Angeles waar ze ging werken bij Forrester Creations als bedrijfsverpleegster. Ze werd al snel verliefd op haar baas Eric Forrester. Ook Eric kreeg gevoelens voor Sheila. Toen er een vaderschapstest gedaan moest worden om te zien of Ridge of Eric de vader was van de baby van Brooke Logan, probeerde Sheila de bloedstalen te verwisselen omdat ze vreesde dat Eric de vader was en werd daarbij betrapt door veiligheidsagent Mike Guthrie, die de stalen ronddraaide zodat niemand nog wist welk staal van wie was. De test wees Ridge als vader aan. Toen Lauren Fenmore voor een modeshow in LA was en Ridge tegen haar vertelde dat zijn vader nu samen was met Sheila was ze eerst achterdochtig maar dacht toen dat het toeval zou zijn dat Erics geliefde ook Sheila heette. Ze wilde haar ontmoeten maar dat kon Sheila verhinderen.
Om een beter persoon te worden begon Sheila therapie te volgen bij Jay Garvin, een collega van Taylor Hayes. Jay raadde haar aan om haar demonen uit het verleden aan te pakken. Ze belde een aantal keer met haar moeder en sprak met een andere stem zodat Molly haar niet zou herkennen. Molly liet blijken dat Sheila een slecht persoon was en dat ze haar verdiende loon gekregen had. Sheila ging terug naar Genoa City en maakte zich bekend aan haar moeder, die haar zei dat ze van Lauren moest weg blijven. Sheila bespiedde Lauren en ontdekte dat ze een affaire had met Brad Carlton en nam foto’s van hen en keerde terug naar LA. Daar liet ze de foto van Lauren en Brad in een puzzle maken en stuurde de stukjes naar Lauren op. Sheila maakte zich bekend aan Lauren, die erg schrok van de verschijning en de politie wilde bellen. Sheila waarschuwde Lauren dat ze zich gedeisd moest houden, anders zou ze de foto’s aan Scott laten zien. Sheila ging opnieuw naar LA en aanvaardde het huwelijksaanzoek van Eric.
Eric’s eerste vrouw Stephanie vertrouwde Sheila nooit en vermoedde dat ze iets verborgen hield over haar verleden. Ze wist dat Sheila uit Genoa City kwam en dacht toen dat Lauren Fenmore, die met haar kledingwinkel al jaren klant was bij Forrester, de sleutel zou zijn tot Sheila’s verleden. Lauren deed eerst alsof haar neus bloedde, maar nadat ze hoorde over het nakende huwelijk ondernam ze actie. Brad ging naar LA om de foto’s terug te krijgen omdat hij de voogdij over zijn dochter Colleen zou kunnen verliezen als zijn affaire met Lauren uit kwam. Brad slaagde erin de foto’s in handen te krijgen en keerde terug naar Genoa City om Lauren te verzekeren dat Sheila geen bewijzen meer had.
Lauren ging naar Sheila de avond voor haar huwelijk en confronteerde haar. De dames begonnen te vechten en Sheila had Lauren bijna vermoord. Lauren kon ontsnappen maar waarschuwde Sheila dat ze haar zou ontmaskeren als ze haar jawoord gaf aan Eric. De volgende ochtend ging Lauren naar haar badkamer waar ze een grote foto zag van haar en Brad, Sheila had meerdere kopieën bewaard. Op de bruiloft droeg iedereen zwart, omdat niemand een fan was van Sheila. Nadat Sheila Lauren opmerkte liet ze Eric aan het altaar staan. Toen iedereen weg was kwam ze terug en overtuigde Eric om met haar te trouwen.
Sheila was wel goed bevriend met Brooke en hielp haar bij de overname van Forrester. Haar verleden bleef haar echter parten spelen. Mike Guthrie chanteerde Sheila om zo zelf een job te krijgen bij Forrester en Lauren was vastberaden om Sheila te ontmaskeren zonder zelf schade te lijden. Wat Lauren niet wist was dat Scott aan een mysterieuze ziekte leed en stervende was. Sheila ontdekte dit en maakte zich aan Scott bekend. Hij vergaf haar voor al de zonden die ze gedaan had en dacht dat ze veranderd was. Inmiddels dacht Eric dat hij een fout gemaakt had door met Sheila te trouwen. Lauren dacht dat Scott de sleutel zou zijn tot Sheila’s ondergang en toen ze hoorde dat Eric en Sheila op vakantie gingen naar Santa Catalina regelde Lauren het zo dat zij en Scott ook zouden gaan zodat Scott Sheila zou zien en haar ontmaskeren. Helaas liep het plan helemaal fout omdat Lauren niet wist dat Scott Sheila al gezien had en toen hij haar zag in het hotel zei hij er niets van tegen Eric. Zijn gezondheid was verslechterd en op zijn sterfbed liet hij Lauren zweren dat zolang Sheila zich zou gedragen ze niets zou zeggen. Lauren ging akkoord. Sheila was erbij toen Scott stierf en verzorgde hem als verpleegster. Eric, die ervan uitging dat Scott een vreemde was voor Sheila, was vertederd door het feit dat Sheila zo zorgde voor Scott en besloot zijn huwelijk een nieuwe kans te geven.

#### James Warwick
Jay Garvin zag dat Sheila nog niets veranderd was en zei haar dat hij haar misdaden niet langer voor zich kon houden. Na een fikse ruzie duwde ze hem per ongeluk van het balkon af en overleed hij. Stephanie riep de hulp in van James Warwick, die meteen zag dat alles bij Sheila een façade was. Sheila wilde koste wat kost haar huwelijk met Eric redden en probeerde zwanger te worden. Ze verleidde zelfs Brooke’s advocaat Connor Davis in de hoop zwanger te worden. Ze zei aan Eric dat ze zwanger was, maar dan zei hij dat hij een vasectomie had ondergaan en dat hij de vader niet kon zijn. Sheila ging ermee akkoord om in therapie te gaan bij James, maar hij kon geen doorbraak forceren. Lauren was niet langer bereid de waarheid achter te houden en Sheila probeerde haar te verdrinken in het bubbelbad. Lauren veinsde dat ze dood was door stil te blijven, terwijl ze de lucht kon inademen van de bubbels. Ze ontsnapte en vertelde alles aan James. Nog voor James het aan de Forresters kon vertellen nam Sheila hem gevangen en verborg hem in een verborgen kamer van haar huis, dat vroeger van Harry Houdini was. Zij en Mike hielden James wekenlang gevangen in de Houdini-kooi. Sheila kreeg echter sympathie voor James en liet hem vrij. James vertelde nu echter alles aan de Forresters. Sheila lokte hen allemaal naar het Forrester-huis en hield iedereen onder schot. Ze verweet hen dat ze haar niet steunden in haar zoektocht naar simpele liefde. Dan probeerde ze zelfmoord te plegen door vergif in te nemen, maar ze overleefde dit en werd naar een instelling gestuurd. Maanden later bezochten Eric en Stephanie haar en vroegen haar om de scheidingspapieren te tekenen. Sheila ging akkoord en haar therapeut Brian Carey vond dat Sheila ontzettend veel vooruitgang had gemaakt en wilde haar vrijlaten, wat de Forresters absoluut niet wilden. Sheila kwam vrij en wilde al haar fouten goed maken. Haar vroegere vriendin Brooke vroeg haar om van haar weg te blijven, wat Sheila haar nooit zou vergeven.
Sheila werd bevriend met Maggie Forrester, de ex-vrouw van Eric’s broer, die ook niet met al de Forresters kon opschieten. De afwijzing van Brooke maakte Sheila razend en kort daarna vond Ridge een brief van Brooke aan de dokter over de vaderschapstest van Bridget. Brooke beweerde dat ze de brief nooit geschreven had en de enige die dit kon bevestigen was dokter Tracy Peters, die echter overvallen werd en vermoord. Brooke kreeg een zenuwinzinking en verdween tijdelijk.
Tijdens de afwezigheid van Brooke wilde Sheila Brooke’s kinderen beschermen tegen Stephanie. Nadat ze vernam dat Stephanie het hoederecht over de kinderen wilde kwam de “oude Sheila” weer boven water en ze vergiftigde Stephanie langzaam door haar calciumpillen te vervangendoor kwikpillen. Stephanie begon tekenen te tonen van mentale labiliteit en kreeg een inzinking. Sheila liet het dan zo lijken alsof het Maggie was die haar vergiftigde. Tijdens een heftige ruzie met Maggie kwam Sheila bijna om het leven.
James, die nu een relatie had met Maggie, stond erop dat Sheila bij hem en Maggie thuis zou herstellen. Sheila zette nu haar zinnen op James en nadat hij ruzie had met Maggie en dronken was sliep hij met Sheila. Ze verzweeg dit voor hem tot ze ontdekte dat ze zwanger was. James voelde nu een band met haar vanwege hun kind. Sheila kreeg een dochter die ze Mary noemde, naar de moeder van James. James was inmiddels terug verliefd op Maggie en speelde een spel met Sheila om te bewijzen dat ze een ongeschikte moeder was en zo het hoederecht over het kind zou kunnen krijgen. Sheila ontdekte dit enkele minuten na haar huwelijk met James en probeerde opnieuw zelfmoord te plegen. Ze overleefde en James begon opnieuw iets voor haar te voelen. Maggie en Mike spanden nu samen om Sheila klein te krijgen. Ze ontvoerden Sheila en hielden haar gevangen in een huis dat heel veel leek op het huis van de film Psycho. Nadat Sheila gevonden werd kon ze ontsnappen. Maggie dacht dat een relatie met James nu wel uitgesloten was en verliet LA voorgoed.
Sheila was gevlucht naar Furnace Creek, een plaats in de woestijn van Californië. Daar nam ze een job aan als serveerster en werd zo bevriend met Amber Moore. Amber overtuigde haar om opnieuw te vechten voor haar oude leven en ging samen met haar terug naar LA. James zocht intussen troost bij Stephanie. Sheila was vastberaden om haar dochter terug te krijgen en probeerde Stephanie te vermoorden, Amber kon dit net verhinderen. Sheila nam haar dochter mee en reed weg in haar auto. Van dan af aan werd het enkele jaren stil rond Sheila.

#### De terugkeer (2002-2003)
In 2002 keerde Sheila terug naar LA op zoek naar haar dochter, die nu een tiener was en Erica Lovejoy heette. Erica was een fan van Amber, die ontwerpster was bij Forrester en probeerde in haar buurt te komen. Dat lukte en ze mocht zelfs op kleine Eric letten. Erica werd al snel verliefd op Rick Forrester, maar gebruikte niet de sluwe methodes van haar moeder om een man te strikken. Sheila vond echter dat het nodig was om haar dochter een handje te helpen en betaalde een zekere Lance om drugs aan Amber te geven zodat haar huwelijk met Rick op de klippen zou lopen. Toen Lance de waarheid wilde vertellen aan Amber liet Sheila een bijennest los in het appartement van Lance, die allergisch was en overleed. Intussen had Sheila ook Massimo Marone leren kennen en begon een affaire met hem. De waarheid kwam aan het licht toen Sheila een keer de telefoon opnam toen Stephanie belde en zij de stem van Sheila herkende. Toen ontvoerde ze Amber en ging daarna naar het huis van Eric om met hem af te rekenen. Taylor, die te weten was gekomen dat Sheila terug was snelde naar het huis van Eric omdat ze wist dat Sheila daar was. Sheila hield nu zowel Eric als Taylor onder schot en dan kwam Brooke ook nog eens binnen. Nadat ze probeerden te vluchten schoot Sheila zowel Brooke als Taylor neer. Brooke was slechts lichtgewond maar Taylor overleed aan haar verwondingen, of dat dachten ze. Twee en een half jaar later dook Taylor weer levend en wel op in LA. Sheila verdween achter de tralies.
Een jaar later dook ze opnieuw op in het Zuid-Amerikaanse Puerta Vista toen Ridge en Brooke daar op huwelijksreis waren. Ridge werd ontvoerd en vastgehouden in een gieterij. Massimo en Nick Marone kwamen naar Puerta Vista om Ridge te zoeken en na een zoektocht vond Nick hem en probeerde hem te bevrijden, maar dat mislukte. Ze ontdekten dat Sheila was vrijgekomen met de hulp van Sugar, die in een gevangenis werkte en Sheila een aantal maal liet overplaatsen zodat haar ontsnapping niet bekend werd. Massimo kwam naar Sheila om het losgeld te betalen en toen onthulde Sheila dat ze een kind van hem had gekregen, Diana Carter, een resultaat van hun korte affaire van het jaar ervoor. Bij een gevecht belandde Ridge in een oven die Sheila per ongeluk aanzet. Iedereen denkt dat Ridge dood is en Sheila en Sugar kunnen net op tijd ontsnappen. Later blijkt dat iemand Ridge uit de oven haalde langs de achterkant en dat ook hij het overleefde.

### Genoa City

#### Wraak op Lauren
In 2005 verloofde Lauren Fenmore zich met Michael Baldwin en lichtte hem in over haar verleden met Sheila en het feit dat ze doodsbang was dat er ooit iets met Scotty zou gebeuren en dat was de reden waarom hij altijd op kostschool had gezeten en niet in Genoa City. Lauren ging Scotty, die nu zo'n 24 jaar was, bezoeken in Toronto om hem in te lichten over haar huwelijk met Michael. Nadat ze weg was kwam Sheila uit zijn slaapkamer. Ze noemde zich nu Brenda Harris en volgde les samen met Scotty. Brenda gaf hem een idee om een boek te schrijven. Ze vertelde het verhaal van de babywissel tussen haar en Lauren, met andere namen en liet het zo uitschijnen dat het personage van Lauren de slechte vrouw was en zij de goede.
Michael ging naar Californië naar de instelling waar Sheila opgesloten zat en daar zag hij Sheila verweesd en vastgebonden in een stoel. Michael verzekerde Lauren dat Sheila hen niets meer zou kunnen doen. Maar niets was minder waar, Sheila had haar kompaan Sugar, die haar nota bene uit de gevangenis kreeg, gedrogeerd en liet plastische chirurgie op haar uitvoeren zodat ze als twee druppels water op Sheila leek en liet haar dan opnemen in een psychiatrische kliniek zodat ze zelf vrij spel had terwijl iedereen dacht dat ze achter de tralies zat.
Scotty ging naar Genoa City voor het huwelijk van zijn moeder en trok in de loft van Kevin Fisher in. Sheila volgde hem kort daarna en nam haar intrek in een hotel en had een kamer tegenover Tom Fisher. Sheila en Tom werden bevriend. Scotty ging haar regelmatig bezoeken om te werken aan zijn boek. Lauren werd geïntrigeerd door de verhalen over Brenda en wilde haar ontmoeten, maar dat kon Sheila telkens verhinderen. Met valse tanden en een zwarte pruik ging Sheila onder de naam Jennifer Mitchell de stad in om niet herkend te worden. Ze nam zelfs een baantje als serveerster aan in de Athletic Club waar ze het leven van Gloria Fisher redde toen zij zich verslikte in haar eten. Toen Scotty een halsketting liet zien aan Brenda die hij voor zijn moeder had gekocht zag ze dit als een uitgelezen kans om wraak te nemen. Ze dompelde de ketting in gif. Hoe langer Lauren de ketting droeg hoe vaker ze last kreeg van hallucinaties. De avond voor de bruiloft had Lauren een rendez-vous met Michael op het dak voor een intiem etentje. Lauren dacht dat ze een hallucinatie had van Sheila, maar Sheila was echt daar en probeerde haar te overtuigen van het dak te springen. Michael kon haar net op tijd redden, maar kreeg Sheila niet te zien. Michael bracht Lauren naar het ziekenhuis, waar ze ontdekten dat ze vergiftigd werd. Sheila kon Tom ervan overtuigen om de ketting te stelen voor ze zouden ontdekken dat deze vergiftigd was. Het huwelijk werd uitgesteld zodat Lauren kon herstellen. Michael en Paul Williams ontdekten dat de ketting wel de boosdoener moest zijn, maar Sheila had dit intussen gepoetst zodat er geen sporen meer waren en in de was van het ziekenhuis gegooid, waar het weer boven water dook.
Michael en Lauren trouwden dan toch en gingen op huwelijksreis met een jacht. Tom en Sheila volgden haar en toen Michael aan land was en Lauren op het jacht bleef kwamen Sheila en Tom aan boord. Er was een bom aan boord en het was Sheila's bedoeling om ook Tom op te blazen omdat hij te veel wist, maar Lauren kon Tom ervan overtuigen dat Sheila's bedoelingen niet goed waren en hij redde haar voor de ontploffing. Iedereen dacht dat Lauren omgekomen was bij de ontploffing. Tom nam Sheila en Lauren mee naar een boerderij, net buiten Genoa City en sloot hen samen op in de kelder. Tom contacteerde Gloria om losgeld te regelen voor Lauren. Ze moest hem in een steeg ontmoeten. Maar Gloria's man John Abbott had het gesprek afgeluisterd en nam zijn pistool en ging naar de steeg waar Tom was. Tijdens een gevecht met Tom ging het pistool af en kwam Tom om het leven. John nam de benen maar kreeg een accident met de auto. Ashley Abbott had alles gezien en werd gearresteerd voor de moord. Na een ruzie tussen Sheila en Lauren brak Sheila haar enkel. Toen ze door kregen dat Tom niet terugkwam besloten ze samen te werken om te ontsnappen. Toen ze er bijna uit waren kwam Paul Williams te hulp en hij trok Lauren net op tijd uit de kelder die instortte. Ze dachten dat Sheila omgekomen was, maar ze vonden geen lijk. Dan zagen we Sheila bij een plastisch chirurg waar ze om een nieuw gezicht vroeg. Lauren en Michael werden verenigd en nadat John zijn geheugen terug kreeg bekende hij de moord op Tom. Sheila verdween nu enkele maanden uit beeld.

#### Phyllis
Paul Williams slaagde erin om Sheila terug te vinden in oktober 2006 in Argentinië. Sheila had plastische chirurgie ondergaan en was nu het evenbeeld van Phyllis Summers en had daarna de plastisch chirurg vermoord. Later zag hij haar babyspullen kopen in Genoa City en volgde haar naar een pakhuis waar ze een cel gemaakt had met de intentie om daar Lauren en haar baby Fen op te sluiten. Paul hield haar onder schot en nam een foto van haar waar ze moest doen alsof ze dood was. Paul sloot haar op in de cel en overtuigde Lauren en Michael dat Sheila omgekomen was bij een autocrash in Argentinië, hij lichtte ook Phyllis en Nick Newman in. Michael vond echter dat Paul zich vreemd gedroeg en volgde hem naar het pakhuis waar hij Phyllis vond achter de tralies. Paul probeerde Michael ervan te overtuigen dat dit Sheila was en nadat hij de echte Phyllis op haar GSM belde geloofde hij Paul.
Paul maakte afspraakjes met detective Maggie Sullivan, die geïntrigeerd werd door de vake afwezigheid van Paul. Ze spoorde hem via zijn GSM op en ontdekte zo Phyllis. Sheila kon haar overtuigen dat ze Phyllis was en Maggie liet haar los. Dan probeerde Sheila Maggie te wurgen en schoot haar neer met haar eigen geweer. Toen Paul kwam overviel ze hem en sloot hem bij Maggie op in de cel. Dan ging ze naar het huis van Phyllis en overmeesterde haar. Ze spotte en zei dat ze haar leven ging overnemen. Dan ging Sheila naar Lauren en bond haar vast, ze ontvoerde baby Fen en nam Phyllis en haar baby Summer mee naar een appartement. Michael slaagde erin om Paul en Maggie, die er erg aan toe was, te redden en later konden ze ook Lauren redden. Nick ontdekte waar Sheila zich schuil hield en Lauren ging ernaartoe, gewapend met een pistool. Phyllis en Sheila probeerden beide Lauren te overtuigen dat ze Phyllis waren en toen de echte Phyllis riep richt je pistool op mij en niet op de kinderen schoot Lauren op Sheila. Sheila viel neer en zei: je hebt de verkeerde geraakt, maar na haar overlijden werd bewezen dat het wel degelijk om Sheila ging.

### Los Angeles II

#### Finn en Hayes
In 2021 keerde Sheila terug; ze verstoorde de bruiloft van Steffy en dokter John Finnegan die haar biologische zoon bleek te zijn. Sheila wilde Finn en haar kleinzoon Hayes leren kennen, maar behalve Finn zat niemand daar op te wachten na alles wat ze de Forresters had aangedaan. Sheila gaf niet op en wist een bezoek af te dwingen door Finns zogenaamde adoptievader Jack te chanteren met hun geheime verhouding destijds.   
De afspraak was dat ze daarna weer weg zou gaan, maar Sheila trok zich daar niets van aan en bleef onaangekondigd langskomen; zo deed ze alsof ze flauwviel waarop Finn haar naar het ziekenhuis bracht. Steffy keek dwars door dat toneelstukje heen en dwong Finn om prioriteiten te stellen. Deacon Sharpe, de vader van Brookes dochter Hope Logan, worstelde met hetzelfde probleem als Sheila vanwege diens criminele verleden. Op een avond in de Bikini Bar raakte Sheila in gesprek met Deacon en stelde ze voor om samen een vuist te maken tegen de Forresters; daarbij deden ze alsof ze een relatie hadden om zo in contact te komen met hun kleinkinderen. Lang duurde dat niet omdat Hope Deacon weer in haar leven toeliet op voorwaarde dat hij de 'relatie' verbrak. Sheila moest het enkel doen met een kerstbezoekje, maar wel dankzij de teruggekeerde Taylor die daar echter een reden voor had. Sheila wist Brooke er niet van te overtuigen dat zij kerst met Finn, Steffy en Hayes had gevierd. Uit wraak haalde ze een wisseltruc uit met een fles alcoholvrije champagne die Brooke voor oudejaarsavond had besteld; dit leidde ertoe dat Brooke terugviel in haar drankverslaving en de jaarwisseling met Deacon doorbracht terwijl Ridge vliegvertraging had opgelopen. Sheila kwam er pas achter nadat zij een gesprek tussen Hope en Deacon had afgeluisterd. 
Sheila ging naar huize Steffy alwaar Thomas haar aanspoorde om weer te vertrekken; ze wilde echter erkenning voor haar bijdrage aan de vermeende hereniging van Ridge en Taylor, en na een verspreking biechtte ze haar wisseltruc op. Sheila probeerde Thomas meerdere keren de mond te snoeren, totdat Steffy hun samen zag in het steegje achter Il Giardino, Deans werkplek, en vervolgens een telefoongesprek afluisterde. Dit leidde tot een confrontatie waarbij Sheila op Steffy schoot en per ongeluk Finn raakte in diens poging tot ingrijpen. Sheila ging er met hun bezittingen vandoor om het op een brute overval te laten lijken, maar het besef dat ze haar bloedeigen zoon had vermoord woog zwaarder. In het ziekenhuis overwoog Sheila van het dak te springen; Taylor probeerde haar tegen te houden en uiteindelijk was zij het die gered moest worden. Hierdoor leek Sheila alsnog te krijgen waar ze jarenlang op had gehoopt. Lang duurde dat niet omdat Steffy weer bij bewustzijn kwam en zich na verloop van tijd weer kon herinneren wat er die bewuste avond was gebeurd. Sheila werd in de val gelokt en gearresteerd.

### Ontsnapping en vermeende dood
Sheila leek levenslang de gevangenis in te gaan, maar wist te ontsnappen met hulp van niemand minder dan Mike Guthrie. Ze kwam erachter dat Finn nog leefde door Li op te sporen. Li weigerde haar zoon op te geven en had hem uit het ziekenhuis weggesmokkeld om hem in leven te kunnen houden. Li sloeg op de vlucht na een mislukte poging om Sheila te misleiden met een wapenstilstand en stiekem de politie te bellen. Sheila zette de achtervolging in en zag hoe de Li zichzelf het water inreed terwijl de auto in brand vloog. Sheila nam de zorg voor Finn over; hij ontwaakte uit zijn coma en wilde zo snel mogelijk terug naar Steffy. Ondertussen bleek ook Li nog te leven; samen met Bill Spencer ging ze erop uit om Sheila tegen te houden en Finn te bevrijden. Sheila ontsnapte opnieuw en zette haar eigen dood in scene door de politie te laten geloven dat ze met huid en haar was opgegeten door een beer, behoudens een teen die ze zelf had afgesneden. Sheila vermomde zich en klopte aan bij Deacon die haar pas na een wile avond herkende toen hij zag dat er een teen van haar voet miste. Tegen de wens van Deacon in besloot ze te blijven om zo dicht mogelijk bij haar zoon te kunnen zijn.